# 圆山椒蜗牛
圆山椒蜗牛（学名：Assiminea latericea），是中腹足目山椒螺科山椒螺属的一种。主要分布于中国大陆、台湾，常栖息在河口半淡咸水域。